# 非裔阿曼人
非裔阿曼人，是指祖先或本人有黑人血統的阿曼公民，人口不詳，多數居住在海岸城市如馬斯喀特。
他們因奴隸貿易等原因來到阿曼(當時東非津芝帝國是阿曼帝國的分支)，現在已成為阿曼居民一部分，但他們語言中有一些字眼源於斯瓦希里海岸。
阿曼是最後一個廢除奴隸制的印度洋地區國家。雖然根據法律，名義上所有阿曼人都有同樣的權利，但非裔阿曼人仍然受到歧視，並被視為二等公民，因為大多數人靠從事低級工作而生存，這一社區的貧困率高於全國平均水準。